# Abraham Lempel

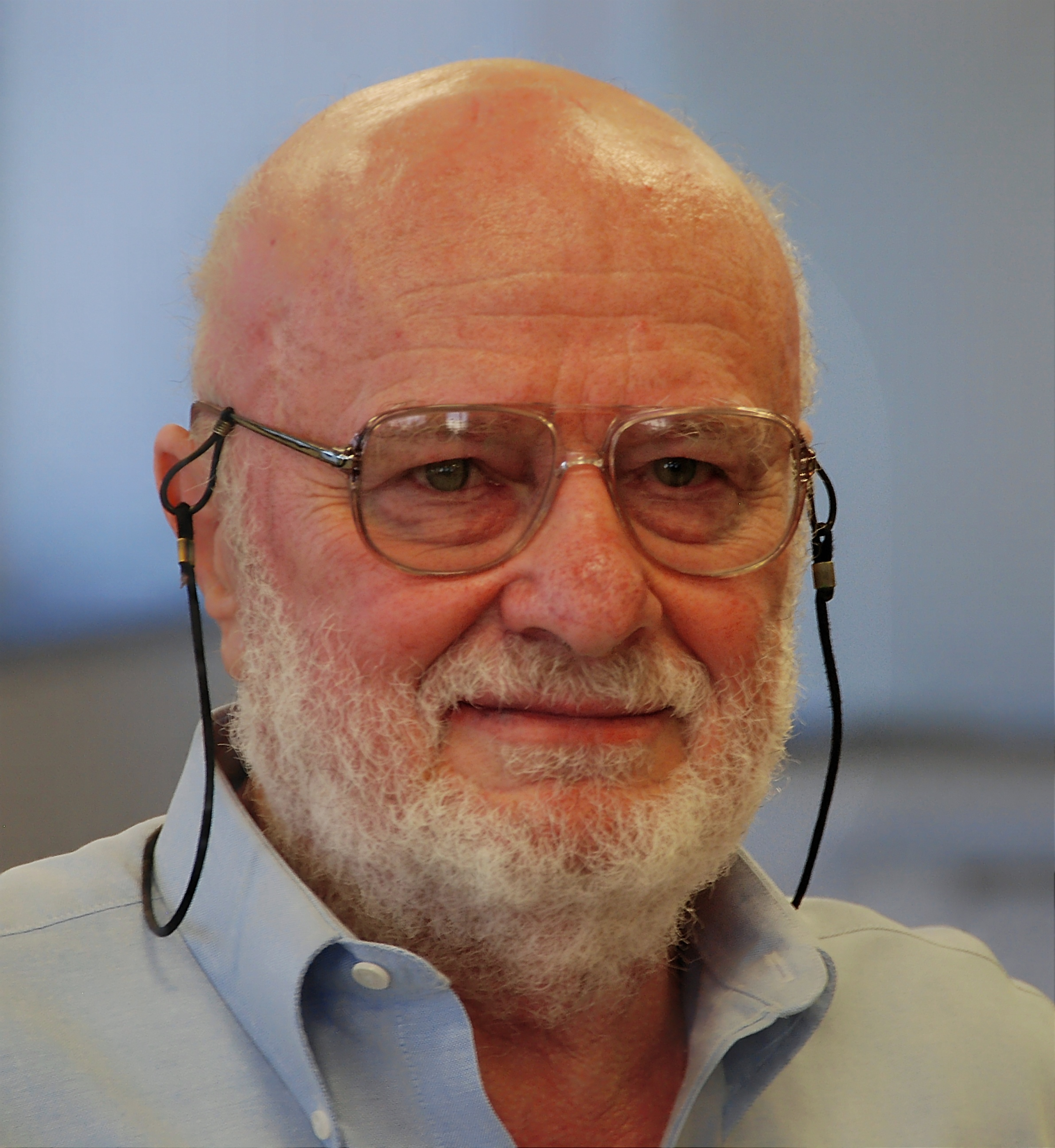
Abraham Lempel (2007)

Abraham Lempel (* 10. Februar 1936 in Lemberg, Polen; † 5. Februar 2023) war ein polnischstämmiger israelischer Informatiker. Er gilt als einer der beiden Väter der Datenkompressions-Algorithmen LZ77 und LZ78.

## Leben
Abraham Lempel studierte am Department for Electrical Engineering des Technion in Haifa, wo er 1963 seinen Bachelor, 1965 seinen Master und 1967 seinen Doktorgrad erhielt. Anschließend ging er als wissenschaftlicher Mitarbeiter an die University of Southern California. 1969 wechselte er in den Forschungsstab des Sperry Rand Research Centers in Sudbury (Massachusetts). 1971 ging er zurück ans Technion, wo er als Professor der Informatik tätig war. Währenddessen hatte er einen Forschungsaufenthalt im Thomas J. Watson Research Center.
1997 erhielt er den Paris-Kanellakis-Preis.
Er starb am 5. Februar 2023 5 Tage vor seinem 87. Geburtstag.

## Wirken
Seine historisch bedeutsamen Werke beginnen mit der Präsentation des LZ77-Algorithmus in einem Papier mit dem Titel „A Universal Algorithm for Sequential Data Compression“ in IEEE Transactions on Information Theory, Mai 1977. Diese Arbeit hatte als Co-Autor Jacob Ziv.
Die folgenden Algorithmen verweisen jeweils über den Buchstaben L auf Lempel:
- 1977: LZ77 (Lempel-Ziv)
- 1978: LZ78 (Lempel-Ziv)
- 1981: LZR (Lempel-Ziv-Rodeh (et al.);[2] fälschlich auch LZ-Renau)
- 1984: LZW (Lempel-Ziv-Welch)
- 198?: LZS (Lempel-Ziv-Stac)
- 1996: LZO (Lempel-Ziv-Oberhumer)
- 1998: LZMA (Lempel-Ziv-Markow-Algorithmus)

Die Bezeichner LZX, LHA (LHarc) und LZH verweisen ebenfalls auf Lempel.
Seine Arbeiten legten die Grundlagen für komprimierte Grafikformate wie GIF, TIFF und PNG.

## Veröffentlichungen (Auswahl)
- Abraham Lempel, Jacob Ziv: On the Complexity of Finite Sequences. In: IEEE Transactions on Information Theory. Band 22, Nr. 1, 1976, S. 75–81, doi:10.1109/tit.1976.1055501.
- Jacob Ziv, Abraham Lempel: A universal algorithm for sequential data compression. In: IEEE Transactions on Information Theory. Band 23, Nr. 3, 1977, S. 337–343, doi:10.1109/tit.1977.1055714.
- Jacob Ziv, Abraham Lempel: Compression of individual sequences via variable-rate coding. In: IEEE Transactions on Information Theory. Band 24, Nr. 5, 1978, S. 530–536, doi:10.1109/tit.1978.1055934.
- Abraham Lempel, Jacob Ziv: Compression of two-dimensional data. In: IEEE Transactions on Information Theory. Band 32, Nr. 1, 1986, S. 2–8, doi:10.1109/tit.1986.1057132.